# Draconarius papillatus
Draconarius papillatus là một loài nhện trong họ Amaurobiidae.
Loài này thuộc chi Draconarius. Draconarius papillatus được Yajun Xu & S. Q. Li miêu tả năm 2006.